# Władysław Tęcza

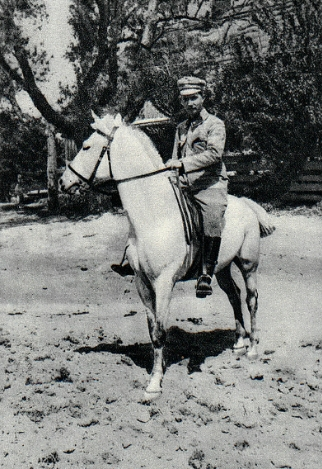
Władysław Tęcza

Władysław Tęcza, ps. „Kondycki” (ur. 4 marca 1898 w Tarnopolu, zm. 13 września 1915 pod Hulewiczami) – podporucznik Legionów Polskich (najmłodszy oficer tej formacji), działacz niepodległościowy, kawaler Orderu Virtuti Militari.

## Życiorys
Urodził się 4 marca 1898 w Tarnopolu, ówczesnym mieście powiatowym Królestwa Galicji i Lodomerii, w rodzinie Wawrzyńca i Marii z Dąbrowskich. Przed wybuchem I wojny światowej ukończył czwartą klasę w c. k. Gimnazjum im. Franciszka Józefa w Drohobyczu. Był członkiem Polowych Drużyn Sokoła.
W sierpniu 1914 jako uczeń piątej klasy gimnazjum wyruszył do Legionów Polskich z drużyną drohobycką. Został wcielony do IV batalionu 2 pułku piechoty. Od 20 września 1914 dowodził plutonem, a dziewięć dni później został mianowany chorążym. Walczył w kampanii karpackiej. Na przełomie listopada i grudnia 1914 awansował na podporucznika. Wyróżnił się w nocy z 5 na 6 lutego 1915 pod Zieloną, gdzie w czasie wypadu wziął do niewoli rosyjską kompanię. 16 lutego 1915 pod Sołotwiną został ranny, lecz pozostał w szeregach. W tym samym miesiącu powierzono mu komendę nad 13. kompanią 2 pp. 24 kwietnia 1915 został odkomenderowany z IV baonem do Piotrkowa, w okolicach którego formował się 4 pułk piechoty. W 4 pułku służył formalnie od 11 maja 1915. 26 maja 1915 mianowany został z dniem 1 stycznia 1915 komendantem plutonu w XI randze. 15 lipca wymaszerował z Piotrkowa na front. 31 lipca 1915 w czasie bitwy pod Jastkowem, po odniesieniu ciężkiej rany przez porucznika Bronisława Pierackiego, objął komendę nad 7. kompanią 4 pp. Poległ 13 września 1915 pod Hulewiczami na Wołyniu. Został pochowany na cmentarzu w Hołobach.
13 marca 1922 pułkownik Franciszek Sikorski podpisał wniosek o odznaczenie Orderem Virtuti Militari, w którym napisano:

We wrześniu 1915 podczas ofensywy zostaje wysłany ppor. Tęcza-Kondycki ze swą kompanią (7/4) do Hulewicz celem zajęcia tej miejscowości, silnie obsadzonej przez nieprzyjaciela. Zadanie było bardzo ciężkie ze względu na to, że z tej strony Hulewicz, z której miały być atakowane, znajdowało sie wielkie bagno, na którym kilka mostów zostało spalonych. Po zbliżeniu się pod Hulewicze, otrzymuje kompania bardzo silny ogień piechoty i artylerii. Ppor. Kondyckiemu udaje się przeprowadzić kompanię przez bagno, przyczem osobistym przykładem brawurowej odwagi podsuwa kompanię w pobliże domów, w których znajdowały sie karabiny maszynowe nieprzyjacielskie. Tutaj podrywa kompanię do ataku na bagnety przyczem pada zabity. Brawurowym atakiem skoncentrował uwagę nieprzyjaciela na sobie przez co umożliwił przeprowadzenie innej akcji na skrzydle. Śp. ppor. Tęcza-Kondycki był jednym z najdzielniejszych oficerów 4 pp LP, czego dowodem liczne pochwały i uznania dowództwa pułku.

W II Rzeczypospolitej został pośmiertnie zweryfikowany w stopniu kapitana piechoty. Legionowy poeta Józef Relidzyński poświęcił mu wiersz pt. „Tajemnica Tęczy”. Był kawalerem, nie miał dzieci.

## Ordery i odznaczenia
- Krzyż Srebrny Orderu Wojskowego Virtuti Militari nr 6227 – 17 maja 1922[15][16][17][18]
- Krzyż Niepodległości – 6 czerwca 1931 „za pracę w dziele odzyskania niepodległości”[19][4][20]
- Krzyż Walecznych czterokrotnie – 20 czerwca 1923[21]

Wszystkie ordery i odznaczenia zostały nadane pośmiertnie. Order Virtuti Militari wraz z legitymacją został przekazany ojcu – Wawrzyńcowi Tęczy w lipcu 1936 przez starostę powiatowego w Drohobyczu. Krzyż Niepodległości z dyplomem wysłano rodzicom 30 września 1936 bezpłatnie, ponieważ nie byli w stanie uiścić wymaganej kwoty 19 zł z powodu ubóstwa.